# Peter Littman
Peter Littman (* 8. Mai 1935 in Medford (Massachusetts) als Peter Littmann) war ein US-amerikanischer Jazz-Schlagzeuger, der vor allem als Sideman von Chet Baker in den 1950er Jahren bekannt ist.

## Wirken
Littmans Vater war der Kardiologe David Littmann, der an der Harvard Medical School lehrte. Vor seiner Zeit bei Chet Baker spielte Littman mit Charlie Mariano, Boots Mussulli und Herb Pomeroy in der Region Boston.
Littman war Teil des Quartetts, mit dem Chet Baker 1955 in Europa war (zusätzlich Dick Twardzik, Piano, Jimmy Bond, Bass) und auch auf dem Newport Jazz Festival 1955 auftrat. Er spielte auch 1956 auf den Alben Chet Baker & Crew und Chet Baker Sings.
Littman hatte in dieser Zeit ein Vertrauensverhältnis mit Baker in der Band, was nicht jedem gefiel, zumal er offen seine Heroin-Sucht auslebte, wegen der er schon einige Zeit im US Public Health Service Hospital in Kentucky gewesen war. Er hatte nur noch einen Lungenflügel, dem er dazu noch als heftiger Raucher zusetzte, wusste, dass er nicht mehr lange zu leben hatte und nahm wenig Rücksichten. Russ Freeman hielt ihn für einen Schmeichler, einen jungen Punk, etwas anrüchig. Littman bewunderte die Hardbopper Art Blakey und Philly Joe Jones und versuchte sie zu imitieren, was eigentlich nicht zum Stil von Baker passte. Trotzdem hatte er auch Bewunderer wie Daniel Humair, der ihn als Pionier des modernen Schlagzeugspiels sah. Durch Littman kam auch der Pianist Dick Twardzik (ein Freund von Littman) für die Europa-Tournee in Kontakt mit Baker. Wie auch Littman und Baker war er Heroin-abhängig (womit einzig Bond auf der Europa-Tournee 1955 nicht drogenabhängig war). Nachdem Twardzik in Paris an einer Überdosis gestorben war, kam es zu heftigen Auseinandersetzungen zwischen Baker und Littman und ihre Wege trennten sich (1956 spielten sie kurz wieder zusammen). In Boston machten einige Musiker wie Serge Chaloff Littman für den Tod von Twardzik, der ein vielversprechendes Talent als Jazzmusiker war, verantwortlich und schlug ihm bei einer Auseinandersetzung ins Gesicht. Littman verbreitete in Boston allerdings eine andere Version (dass Baker mit Twardzik Heroin genommen hatte und sich nach dessen Überdosis entfernte), der viele glauben schenkten, da bekannt war, dass Littman und Twardzik sich sehr nahestanden, und man nicht glaubte, dass er ihn nach einer Überdosis im Stich gelassen hätte.
Tom Lord verzeichnet 22 Sessions zwischen 1950 und 1956.